# Emma Warg
Emma Warg est une actrice et mannequin  suédoise née le 3 juin 1967 à Östersund.

## Filmographie
- 1997 : La Vérité si je mens !
- 1997 : Svenska hjältar
- 1999 : Welcome
- 2001 : Bob